# Elke Drüll
Elke Drüll   (Neuss, 1 d'abril de 1956) és una jugadora d'hoquei sobre herba alemanya, ja retirada, que va competir sota la bandera de República Federal Alemanya durant les dècades de 1970 i 1980.
El 1984 va prendre part en els Jocs Olímpics de Los Angeles, on guanyà la medalla de plata en la competició d'hoquei sobre herba. En el seu palmarès també destaquen una medalla d'or a la Copa del món d'hoquei sobre herba, una medalla de bronze al Campionat d'Europa i una d'or al Campionat d'Europa d'hoquei sala. Durant la seva carrera esportiva disputà 61 partits amb la selecció nacional, dels quals 9 foren en sala.